# Iracka Partia Komunistyczna
Iracka Partia Komunistyczna (arab. ‏الحزب الشيوعي العراقي‎, trb. Al-Hzb asz-Sziu`i al-`raki) – iracka partia polityczna utworzona w 1934, głosząca początkowo program marksistowski, a następnie demokratyczny z silnymi akcentami lewicowymi (kwestia równości i sprawiedliwości społecznej, walka o poprawę warunków pracy i płacy).
Utworzona w 1934, w roku następnym została zdelegalizowana i rozbita, wznowiła działalność w 1938. Pod kierownictwem Jusufa Salmana Jusufa zaczęła zyskiwać coraz większe poparcie wśród miejskiej inteligencji i robotników irackich. Po II wojnie światowej i współorganizacji fali strajków została ponownie poddana represjom przez rząd Nuriego as-Sa’ida. Poparła rewolucję iracką przeprowadzoną przez Wolnych Oficerów i była obok wojska najważniejszą siłą wspierającą rząd Abd al-Karima Kasima. W miesiącach bezpośrednio po rewolucji poszerzyła jeszcze swoje wpływy, tworząc organizacje robotnicze, rolnicze, młodzieżowe i pierwszą w Iraku organizację kobiecą. W 1959 komunistka Naziha ad-Dulajmi została ministrem w rządzie Kasima i pozostawała w nim przez rok.
Partia bezskutecznie broniła rządu Kasima w czasie zamachu stanu przeprowadzonego w lutym 1963 przez iracki oddział partii Baas. Po zwycięstwie przewrotu została ponownie poddana represjom, po których kontynuowała działalność w podziemiu. Dopiero w 1972 podjęła w pełni jawną aktywność jako część Narodowego Frontu Patriotycznego, następnie dwaj komunistyczni ministrowie weszli w skład rządu, jednak już rok później, niezadowolona ze swojego położenia pod rządami Ahmada Hasana al-Bakra i Saddama Husajna, organizacja ograniczyła publiczną aktywność. W 1979, po kolejnej fali represji, ostatecznie zerwała z rządem; jej przywódcy przebywali już wówczas na emigracji. Do 1988 roku utrzymywała własne antyrządowe oddziały partyzanckie (Al-Ansar).
Partia wznowiła działalność w Iraku po obaleniu Saddama Husajna.

## Historia

### Powstanie
Iracka Partia Komunistyczna została utworzona w marcu 1934 przez grupę sympatyków socjalizmu i marksizmu. Początkowo nosiła jedynie nazwę komitetu, który deklarował jako swój cel walkę z imperializmem i wyzyskiem. Pierwszym sekretarzem organizacji był Akim Fulaih. Wśród jej przywódców byli także Jusuf Salman Jusuf, Nuri Rufail i Zaki Chairi. Nazwa Iracka Partia Komunistyczna pojawiła się po raz pierwszy w roku następnym, wtedy też grupa zaczęła publikować swoją gazetę. Partia została jednak szybko zdelegalizowana przez władze, a wydawanie jej pisma - zabronione. Pierwszy sekretarz organizacji został aresztowany, a inni działacze zbiegli za granicę, część dołączyła do partii o podobnym profilu w Iranie i w Syrii. W latach 1936–1937 niewielka liczebnie partia opowiadała się za polityką "Irak przede wszystkim" w kontrze do organizacji panarabskich i domagała się reformy społecznej w swoim kraju. Dlatego pozytywnie przyjęła zamach stanu Bakra Sidkiego i Hikmata Sulajmana.

### Ponowna organizacja. Lata II wojny światowej

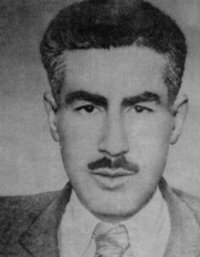
Jusuf Salman Jusuf, znany szerzej pod partyjnym pseudonimem Fahd (Leopard)

Wśród działaczy, którym udało się zbiec z Iraku, był Jusuf Salman Jusuf, który udał się do ZSRR i wrócił do kraju po trzech latach. Nowa Iracka Partia Komunistyczna od początku była jednak osłabiona przez wewnętrzne waśnie, wyodrębniło się z niej kilka frakcji. Początkowo była to mała liczebnie, niewiele znacząca organizacja. Jej siła zaczęła sukcesywnie rosnąć, odkąd sam Jusuf Salman Jusuf  został sekretarzem generalnym w 1941. Nowych członków komuniści pozyskiwali początkowo głównie wśród miejskiej inteligencji, następnie z inicjatywy Jusufa zaktywizowali się w środowiskach robotniczych, nauczycielskich, a na mniejszą skalę w wojsku. Szczególną popularność zdobywali wśród Kurdów, którzy wierzyli, że wstępując do partii komunistycznej zyskają dla swojej walki narodowowyzwoleńczej poparcie radzieckie. Wśród Kurdów coraz żywsze stawało się poparcie dla radykalnej krytyki społecznej panującego systemu.
Partia wsparła zamach stanu Raszida al-Kilaniego w 1941 i popierała jego rząd. Następnie z niechęcią zaakceptowała obecność Brytyjczyków, sojusznika ZSRR, w Iraku, wbrew większości opinii publicznej, gdzie przeważyły nastroje antybrytyjskie. Pozwoliło to komunistom utrzymywać względnie poprawne relacje z kilkoma kolejnymi rządami Iraku i nadal zwiększać liczbę członków. W miarę narastania napięcia w stosunkach radziecko-brytyjskich komuniści ponownie zaczęli ostro krytykować Wielką Brytanię, jej wpływ na politykę iracką, oraz monarchię. W programie partyjnym z 1945 (Karta Narodowa) postanowiono zgodzić się na odstępstwa od ścisłego rozumienia marksizmu-leninizmu na rzecz programu "demokracji społecznej". Program ten ułatwił komunistom nawiązywanie współpracy z innymi lewicowymi organizacjami oraz pozyskiwanie nowych członków. Partia stale pozostawała nielegalna.

### Represje Nuriego as-Sa’ida
Natychmiast po II wojnie światowej komuniści współorganizowali w Iraku szereg robotniczych strajków i wystąpień, wywołanych bardzo trudną sytuacją ekonomiczną społeczeństwa. W ocenie elity rządzącej udział komunistów w ruchu strajkowym był dla nich jedynie wstępem do jeszcze szerzej zakrojonej radykalnej działalności. Stąd po objęciu po raz czwarty stanowiska premiera przez Nuriego as-Sa’ida partia stała się obiektem represji. Premier
oskarżył komunistów o przyjmowanie pomocy z ZSRR oraz o kontakty z partiami komunistycznymi z Iranu i Turcji. Na fali antykomunistycznych represji w więzieniu znalazł się Jusuf Salman Jusuf, w 1947 skazany na śmierć, następnie na dożywotnie więzienie. W 1949 jego proces został wznowiony, a drugi wyrok śmierci tym razem wykonano. Straceni zostali także dwaj inni czołowi działacze: Zaki Basim oraz Muhammad asz-Szabibi. W tym samym roku miały miejsce także aresztowania szeregowych członków partii.
Po aresztowaniu i śmierci Jusufa kierownictwo partii przejęli Jahuda as-Siddik oraz Malik Sajif. Pod ich kierownictwem partia nawiązała bliskie kontakty z Demokratyczną Partią Kurdystanu i formacjami o programie panarabskim i narodowym. Współpraca ta załamała się jednak, gdy komuniści iraccy poparli podział Palestyny (zgodnie ze stanowiskiem ZSRR). Przedstawiciele partii brali udział w manifestacjach antyrządowych w 1948, przez co popularność organizacji wzrosła. Nowych zwolenników komuniści zyskali także dzięki udziałowi w protestach przeciwko zawarciu Paktu Bagdadzkiego w kolejnym dziesięcioleciu. Partia była nadal poddawana prześladowaniom przez władze irackie, a jej działacze trafiali do aresztów.
W 1950 komuniści iraccy na nowo zaczęli rozwijać działalność w środowiskach robotniczych. Utworzyli także organizację Bojowników o Pokój, która wzywała do zerwania przez Irak bliskich kontaktów z krajami Zachodu, zwłaszcza z Wielką Brytanią. Zyskała ona znaczne poparcie. W 1952 Bojownicy o Pokój weszli w skład opozycyjnej koalicji z kilkoma innymi ugrupowaniami o lewicowym i demokratycznym profilu, które łączyła przede wszystkim wrogość do rządu as-Sa’ida. W lutym 1957 komuniści pod kierownictwem bardziej umiarkowanego niż poprzednicy Husajna ar-Radiego weszli do Frontu Jedności Narodowej, kolejnej koalicji partii występujących przeciwko Nuriemu as-Sa’idowi i rządzeniu przez niego w sposób autorytarny, domagającej się demokratyzacji życia politycznego w Iraku, zniesienia stanu wyjątkowego i przestrzegania postanowień konstytucji.

### Rewolucja 1958 r.
Iracka Partia Komunistyczna utrzymywała kontakty z ruchem Wolnych Oficerów i wiedziała o planowanym przez nich zamachu stanu. Już w czasie przewrotu 14 lipca 1958 jeden z jego przywódców, pułkownik Abd as-Salam Arif, wezwał sympatyków komunistów do wyjścia na ulice, by stworzyć na użytek opinii publicznej w kraju i za granicą wrażenie masowego poparcia dla zamachu stanu. Iracka Partia Komunistyczna pragnęła, w ramach tworzenia struktur nowego społeczeństwa po obaleniu monarchii, sformować dodatkowo organizację Oporu Ludowego, jednak sprzeciwił się temu kierujący Wolnymi Oficerami Abd al-Karim Kasim, po przewrocie najważniejsza osoba w państwie. Zgodził się natomiast, by komuniści utworzyli organizacje młodzieżowe, rolnicze, kobiece (Liga Obrony Praw Kobiet) i związki zawodowe. Iracka Partia Komunistyczna była najważniejszą organizacją popierającą sformowany po przewrocie rząd, chociaż sama nie miała w nim swoich przedstawicieli. Z komunistami sympatyzowało natomiast wielu urzędników i żołnierzy.
Program Irackiej Partii Komunistycznej (formalnie nielegalnej, gdyż partie zostały zlikwidowane, i działającej jedynie poprzez stowarzyszenia) po rewolucji 1958 r. pozostawał eklektyczny, członkostwo w organizacji nie oznaczało popierania koncepcji marksizmu-leninizmu. Iraccy komuniści skupiali się w swoich wystąpieniach na problemie istniejących w kraju nierówności społecznych, wyzysku ekonomicznego i niskich zarobków oraz złych warunków pracy, domagała się poszerzenia zakresu demokratycznych swobód. Ich poparcie dla Wolnych Oficerów, przejęcia przez nich władzy drogą zamachu stanu, a następnie autorytarnych rządów wynikało z przekonania, że jedynie armia może powstrzymać dotąd uprzywilejowane warstwy społeczne przed uciskiem pozostałych. Równocześnie wzywali do poprawy stosunków z ZSRR i wejścia z luźny, federacyjny związek z Syrią i Egiptem (w miejsce postulowanej przez panarabistów ścisłej unii - dołączenia przez Irak do ZRA).
Z czasem wpływ komunistów na sytuację w porewolucyjnym Iraku wzrósł do tego stopnia, że zaczął niepokoić także rządzącego krajem Kasima. Liczba członków partii wyniosła w 1959 25 tys. osób. W marcu 1959 po wiecu Bojowników o Pokój w Mosulu wybuchły zamieszki, a miejscowy garnizon podjął próbę zamachu stanu (udaremnioną następnie przy udziale samych aktywistów komunistycznych, wspólnie z siłami rządowymi). W mieście doszło do walk, podczas których konflikty polityczne nałożyły się na lokalne antagonizmy etniczne (arabsko-kurdyjskie) i społeczne (między chłopami i posiadaczami ziemskimi). Wspólnie z przywódcami miejscowych Kurdów komuniści dopuścili się w Mosulu przynajmniej kilkudziesięciu zabójstw na osobach uznanych za przeciwników rządu.
Komuniści organizowali coraz potężniejsze demonstracje uliczne i w maju 1959 wezwali Kasima do przeprowadzenia wyborów parlamentarnych oraz do dopuszczenia do rządu przedstawiciela partii. Pod wpływem tych żądań, jak również w celu ograniczenia wpływów panarabistów, Kasim mianował ministrami pierwszą w historii Iraku kobietę, działaczkę komunistyczną Nazihę ad-Dulajmi i dwóch sympatyków partii formalnie do niej nienależących. Równocześnie jednak postanowił ograniczyć wpływy komunistów, aby nie stracić poparcia drobnych posiadaczy i przedsiębiorców, jak również niechętnych rewolucyjnym ideom wojskowych.
Jako pretekst dla ograniczenia aktywności komunistów wykorzystano wydarzenia z Kirkuku 14 lipca 1959. W pierwszą rocznicę obalenia monarchii Iracka Partia Komunistyczna zorganizowała w mieście manifestację, która zderzyła się z pochodem ich przeciwników. Dwudniowe zamieszki (w czasie których według niektórych źródeł komuniści dopuścili się zbrodni na miejscowej ludności pochodzenia turkmeńskiego, inne publikacje nie wspominają o tym lub wskazują jedynie na wybuch walk turkmeńsko-kurdyjskich) zostały szeroko nagłośnione w kraju za przyzwoleniem Kasima, który zaczął następnie zwalczać prasę partyjną, usuwać komunistów ze związków rolniczych i zawodowych, przekonując, że tylko jego osoba jest gwarancją skutecznego rządzenia Irakiem i niedopuszczenia do chaosu. Równocześnie przedstawicielka partii pozostała w rządzie, a sama organizacja nie zerwała z Kasimem. Komuniści wyszli z założenia, że brakuje im poparcia, by zacząć go otwarcie krytykować. Mimo swojej postawy nie otrzymali zgody na podjęcie w pełni legalnej działalności. W samej organizacji doszło w tym czasie do nowych konfliktów. Husajn ar-Radi został w ich rezultacie pozbawiony stanowiska sekretarza, na jego miejscu pojawiło się kolektywne przywództwo Baha ad-Dina an-Nuriego oraz Hadiego al-Adamiego.
W listopadzie 1960 Kasim usunął z rządu przedstawicieli komunistów i zdelegalizował organizacje po rewolucji tworzone pod ich patronatem. Już w poprzednich miesiącach podległe mu służby bezpieczeństwa silnie inwigilowały partię, która po pozbawieniu ostatniej możliwości publicznego działania funkcjonowała nadal w podziemiu. Mimo to zimą 1961/1962 odrzuciła propozycję Demokratycznej Partii Kurdystanu, by zawiązać spisek i przeprowadzić nowy zamach stanu.

### 1963-1968
Mimo wcześniejszych konfliktów z Kasimem, Iracka Partia Komunistyczna podjęła się obrony jego rządu w czasie przeprowadzonego przez iracki oddział partii Baas zamachu stanu w lutym 1963. Przewrót zakończył się jednak sukcesem, Kasim został rozstrzelany, a komuniści, wzywający całe społeczeństwo do czynnej obrony dotychczasowego rządu, poddani masowym represjom. Do 1963 aresztowanych, osądzonych i straconych zostało ok. 3 tys. komunistów i ich sympatyków. Organizację dodatkowo osłabiły kolejne konflikty wewnętrzne. W rezultacie partia praktycznie przestała istnieć w Bagdadzie i zachowała zwolenników jedynie w Kurdystanie. Kurdowie zaczęli odgrywać w niej kluczową rolę; nowym sekretarzem generalnym został Aziz Muhammad, Kurd z pochodzenia. Sytuacja komunistów nie zmieniła się po tym, gdy partia Baas straciła władzę w kraju, a samodzielne rządy objął Abd as-Salam Arif.

### Za rządów partii Baas i Saddama Husajna
Miesiąc po zamachu stanu, który po raz drugi wyniósł do władzy partię Baas, Ahmad Hasan al-Bakr w imieniu nowych władz zaoferował Irackiej Partii Komunistycznej wejście do rządu. Początkowo komuniści ofertę odrzucili i zostali na nowo poddani prześladowaniom. W ciągu kolejnych czterech lat partia była na przemian represjonowana i zachęcana do przyłączenia się do nowych władz (partia Baas liczyła, że w takim wypadku zyska pomoc radziecką, chciała również poprzez wciągnięcie komunistów do rządu ostatecznie ruch osłabić). Ostatecznie w 1972 organizacja przyjęła tę ofertę i weszła do Narodowego Frontu Patriotycznego. Iracki oddział partii Baas wyolbrzymiał zagrożenie ze strony komunistów, mitologizując samą partię i jej potęgę. Do początku lat 70. XX wieku władzę w Iraku w swoich rękach skonsolidowali al-Bakr oraz Saddam Husajn. W 1972 dopuścili oni do rządu dwóch ministrów komunistycznych, Amira Abd Allaha oraz Mukarrama Talabaniego. W roku następnym Iracka Partia Komunistyczna została w pełni zalegalizowana, otrzymała ponownie zgodę na działalność w organizacjach młodzieżowych, kobiecych, studenckich i uczniowskich, rolniczych i pracowniczych. Szybko komuniści zorientowali się jednak, że ich legalna działalność służy przede wszystkim wykrywaniu przez rząd sympatyków komunizmu i poddawaniu ich inwigilacji. W 1974 partia ponownie ograniczyła działalność publiczną.

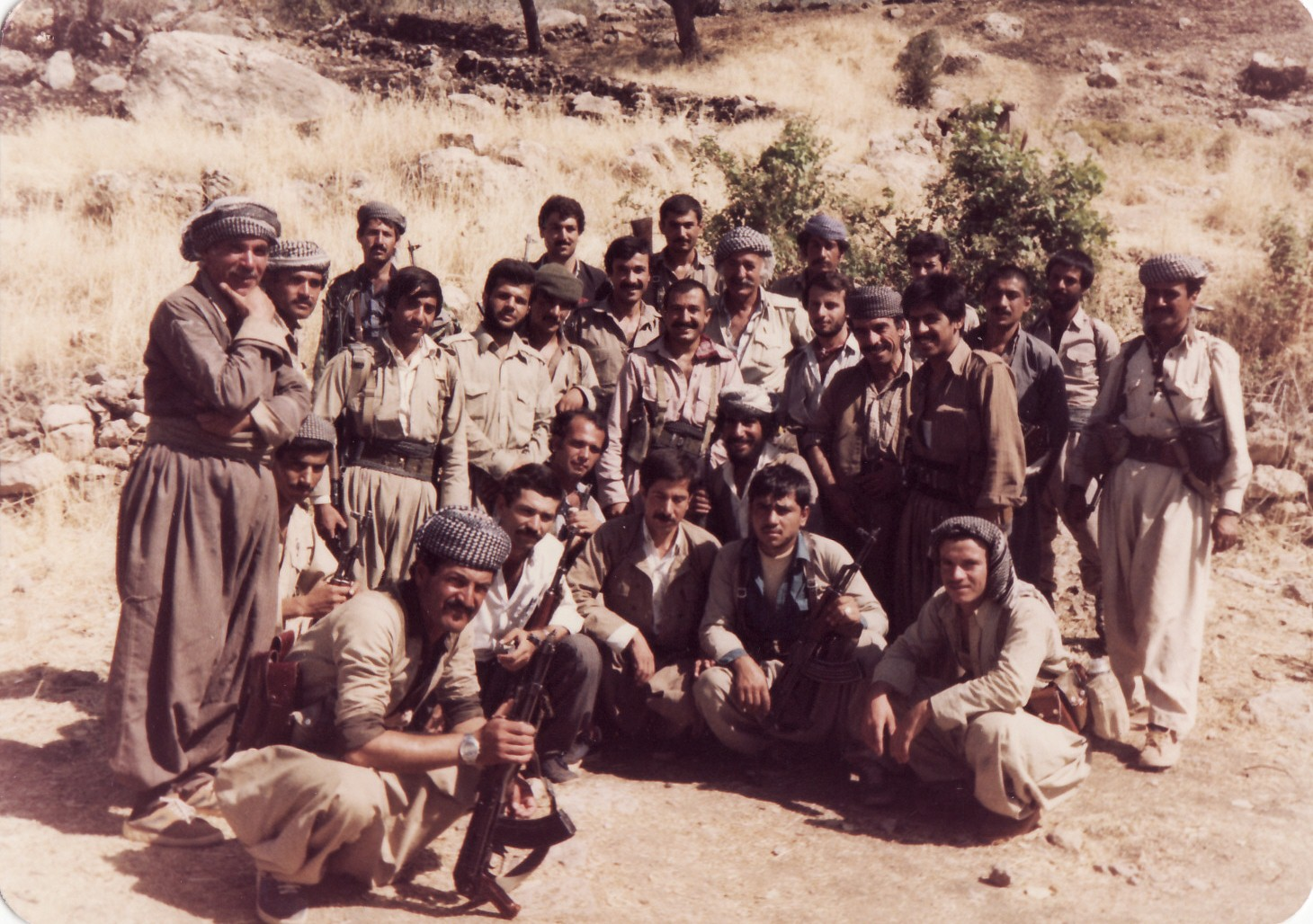
Partyzanci z Al-Ansar

W 1978 komuniści wystąpili z krytyką rządu Saddama Husajna, zarzucając mu wspieranie kapitalizmu oraz krytykując represje wobec Kurdów. Odpowiedzią była kolejna fala aresztowań, procesy i egzekucje członków partii, oskarżonych o nielegalną agitację wśród żołnierzy, co od 1976 było surowo zabronione. Ci przywódcy partyjni, którzy nie zostali osadzeni w więzieniach ani straceni, zbiegli za granicę. W 1979 Iracka Partia Komunistyczna formalnie zerwała z rządem Saddama Husajna. Na terenach irackiego Kurdystanu partia zgromadziła siły i utworzyła własne oddziały partyzanckie walczące z rządem do 1988 roku. Partyzantka ta przyjęła nazwę Al-Ansar.

### Po 2003
Partia wznowiła działalność po obaleniu rządów Saddama Husajna. Wzięła udział w wyborach parlamentarnych w Iraku w styczniu 2005. Opowiada się za mieszanym systemem gospodarczym, który w jej ocenie najlepiej zagwarantuje rozwój Iraku.
Od 2015 r. partia współpracowała ze stronnictwem szyickiego kaznodziei i przywódcy politycznego Muktady as-Sadra, zaś w 2018 r. zawarła z nim formalny sojusz pod nazwą Sa'irun. Obie formacje porozumiały się na gruncie sprzeciwu wobec korupcji i nadużyć politycznej elity, walki z wpływami zagranicznych mocarstw w Iraku, problemu walki z bezrobociem. W wyborach parlamentarnych w 2018 r. blok Sa'irun zdobył największą liczbę głosów i 54 mandaty w 329-osobowym parlamencie. Spośród kandydatów komunistów mandat zdobył sekretarz generalny partii Raid Fahmi, Hajfa al-Amin i Suhad al-Chatib. Jesienią 2019 r. parlamentarzyści Irackiej Partii Komunistycznej całkowicie wycofali się z prac ciała ustawodawczego, protestując przeciwko brutalnej pacyfikacji protestów społecznych w kraju.